# Lorri Bauman
Pour les articles homonymes, voir Bauman.
Lorri Bauman, née le 27 janvier 1962, est une joueuse américaine  de basket-ball. Avec les Bulldogs de Drake, elle est la première joueuse de l'histoire du championnat NCAA à passer la barre des 3 000 points en carrière établissant un record battu ultérieurement battu par Patricia Hoskins puis Jackie Stiles.

## Biographie
Elle débute les matches à l'âge de 10 ans. Elle gagne en notoriété au lycée Des Moines East High School à la fin des années 1970. Au cours de ses années de lycée, elle inscrit un total de 3 010 points et conduit Des Moines au titre de champion de l'Iowa en 1979. Elle a une moyenne de 48 points par rencontre dans son année senior,.
De 1981 à 1984, elle dispute 120 rencontres avec Drake entre 1981 et 1984 et inscrit 3 115 points, soit une moyenne de 26 points par rencontre et capte 1 050 rebonds. Pendant 25 ans, elle détient de multiples records de points en NCAA : record de points dans une rencontre avec 27 tirs réussis sur 33 tentatives (82 % d'adresse) le 6 janvier 1984 contre Missouri State, record de lancers francs sur une saison avec 275 réussites  sur 325 lancers (84.6 % d'adresse) en 1982, record de lancers francs en carrière avec 907 lancers réussis sur 1090 tirs entre 1981 et 1984. Elle est la première femme à inscrire plus de 3 000 points. Son record de 3 115 points est la quatrième marque historique. Ses 58 points marqués contre Missouri State en janvier 1984 sont un record, battu puis égalé. Sa moyenne de 26 points par rencontre est la quatrième.
En 1982, elle inscrit 50 points contre Maryland en finale régionale de ce qui reste un record inégalé dans le tournoi final NCAA, bien que ce soit Maryland qui ait emporté ce match 89 à 78. Elle réussit 21 de ses 35 tirs et 8 de ses 11 lancers francs. En janvier 2006, ESPN.com qualifie les 50 points de Bauman comme un des 25 plus grands exploits du tournoi final NCAA,.
Le basket-ball professionnel féminin n'existe alors pas.
Sa coach à Drake, Carole Baumgarten, dit d'elle : « Sur mes 12 années à Drake, elle a été la plus pure shooteuse que nous ayons eu ». Bauman avait acquis la réputation de s'entraîner peu et de se reposer sur son talent naturel de shooteuse. Baumgarten réplique

« Il n'y a pas beaucoup de joueuses comme cela. J'ai eu des grands athlètes à Drake qui travaillaient leur jeu tout l'été. Pas Lorri. Il n'était pas possible de l'avoir pour une rencontre pendant l'été. Elle était occupée à nager ou à faire de la moto. Elle ne touchait pas la balle et c'est ce qui était fou. Je vous jure qu'elle rendait les autres dingues. »

.
En 2005, Bauman est introduite au Des Moines Sunday Register's Iowa Sports Hall of Fame. En 2007, son numéro de maillot est  retiré. Elle dit alors : « Cela a été un des plus fantastiques week-ends de ma vie. ».
En 2009, elle est introduite au Missouri Valley Conference Hall of Fame et est distinguée comme MVC Institutional Great.